# Hebelzug

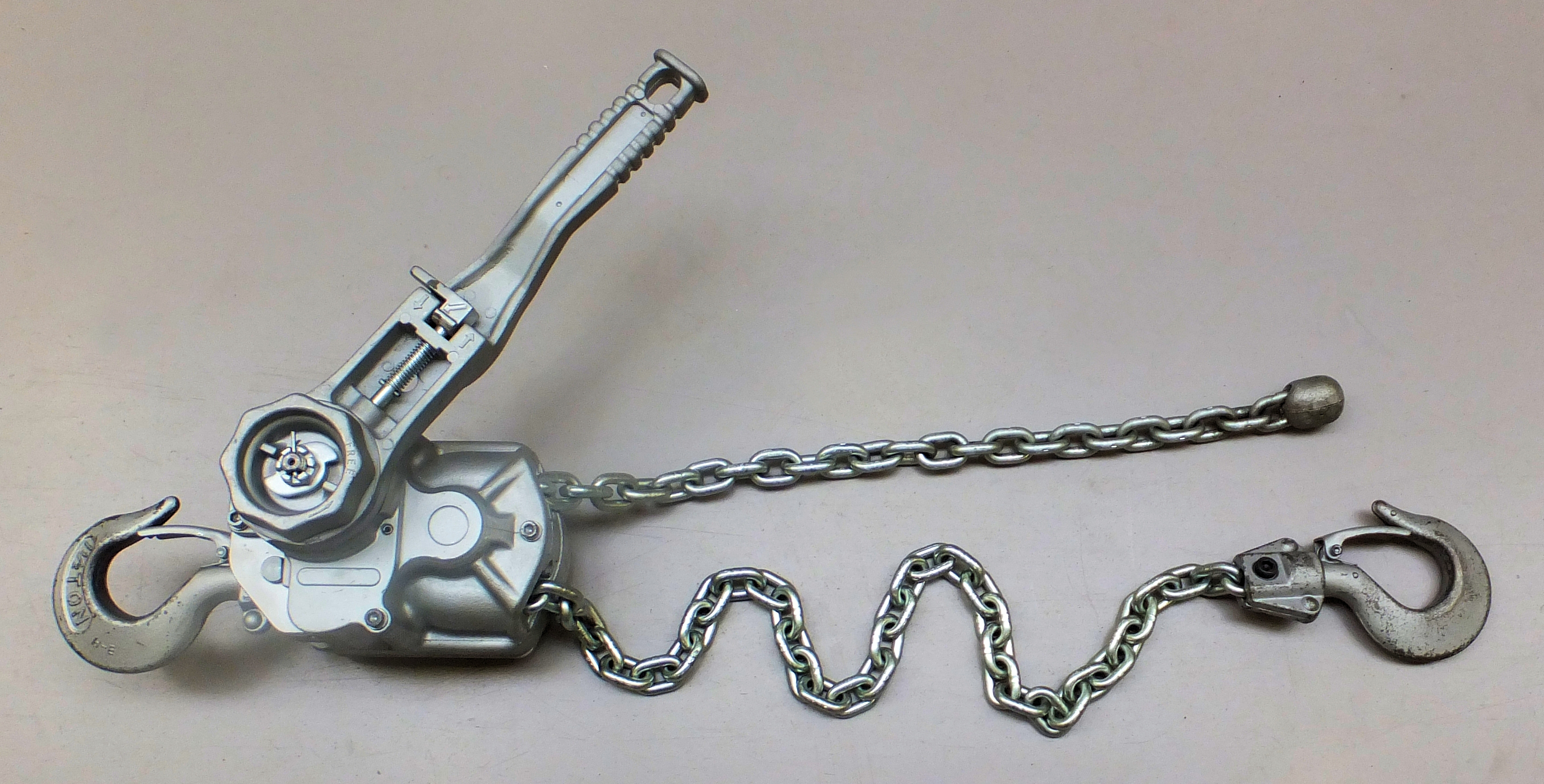
Handbetätigter Kettenzug als Hebelzug ausgeführt

Ein Hebelzug (auch Zughub genannt) ist ein Hand-Hebezeug, welches zum Heben, Ziehen und Zurren verwendet wird. In der Regel handelt es sich hierbei um Kettenzüge. Über das Bedienen eines Hebels wird eine Hubbewegung erzeugt. Unterschiede in der Bauform und der Lastkette bestimmen die Einsatzbedingungen. Nach den Bestimmungen der BGV D8 sind Hebelzüge mindestens einmal jährlich einer UVV-Prüfung zu unterziehen.
Hebelzüge sind vom Prinzip her immer gleich aufgebaut. Über einen Hebel wird ein Drehmoment auf eine Antriebswelle übertragen. Mittels unterschiedlich großer Hebellängen, Getriebeübersetzungen und Laststrangeinscherungen können Tragkräfte von bis zu 9.000 kg erreicht werden. Hierbei wird die Last von einer so genannten Lastdruckbremse gehalten.
Der Hebelzug darf nur dann als Zurrmittel auf LKWs eingesetzt werden, wenn der nötige Hebeldruck auf dem Typenschild angegeben ist.